# Zorro le vengeur
Série
L'Ombre de Zorro
(1962)
Pour plus de détails, voir Fiche technique et Distribution.
Zorro le vengeur (titre original : La venganza del Zorro) est un film franco-hispano-italien réalisé par Joaquín Luis Romero Marchent en 1962. Il eut une suite, sortie la même année, L'Ombre de Zorro (L'ombra di Zorro).
Avant ce film, Joaquín Luis Romero Marchent avait réalisé deux films sur le personnage d'El Coyote : El Coyote (1955) et La justicia del Coyote (1956), personnage créé par le romancier J. Mallorquí qui s'était inspiré du justicier Zorro et du film de Rouben Mamoulian, Le Signe de Zorro (1940).

## Synopsis
La Californie, au milieu du 19e siècle, est sous le contrôle des américains après une guerre contre le Mexique. Le Général Clarence règne en maître sur la région et n'hésite pas à utiliser la violence et la force pour s'imposer. Don José de la Torre, jeune Don mal vu par ses pairs en raison de ses liens avec le général, espère que la venue du nouveau gouverneur amènera enfin la paix. Mais le meurtre du padre et le pillage de l'église par des soldats, suivi de l'arrestation de Juan l'aubergiste pour ce meurtre, rendent la situation très instable parmi une population hostile aux américains. Ces évènements poussent le justicier Zorro à intervenir pour rétablir la justice,…

## Fiche technique
- Titre original : La venganza del Zorro
- Titre français : Zorro le vengeur
- Titre italien : Zorro il vendicatore
- Titre anglais international : Zorro the Avenger
- Réalisation : Joaquín Luis Romero Marchent
- Scénario : Jesús Franco
- Directeur de la photographie : Rafael Pacheco
- Musique : Manuel Parada
- Sociétés de production : Copercines, Cooperativa Cinematográfica
- Pays d'origine :  Italie,  Espagne,  France
- Langue : Italien, Espagnol
- Format : Couleur (Eastmancolor) — 35 mm — 2,35:1 — Son : Mono
- Genre : Film d'aventure, Film d'action, Western
- Durée : 90 minutes
- Dates de sortie : 
  - Italie : 1962
  - Espagne : 25 juin 1962 (Madrid)
  - France : 23 janvier 1963

## Distribution
- Frank Latimore : Don José de la Torre - El Zorro
- María Luz Galicia : María Aguilar
- Rafael Romero Marchent : Juan Aguilar
- Howard Vernon (VF : Howard Vernon) : le Général Clarence
- Jesús Tordesillas : Raimundo
- Emilio Rodríguez : John
- María Silva : Irène
- Paul Piaget : Charlie
- José Marco Davó : le gouverneur
- Fernando Delgado : Padre Francisco
- Antonio Molino Rojo : Rock
- Manuel Alexandre : un soldat
- Ángel Álvarez : un citoyen
- Lorenzo Robledo : un officiel
- Fernando Sancho : un sergent

## Production
Le tournage s'est déroulé à Colmenar Viejo. Le film fut l'un des premiers gros projets à y être tourné.
La scène de la place du marché a été réalisé au Casa de Campo.

## Accueil

### Box-office
Lors de sa sortie en France, le film a totalisé 1 004 152 entrées.

## Sorties en DVD et disque Blu-ray
Le film, dans sa version francophone, reste inédit sur support DVD et Blu-ray.
Il est sorti en 1998 sur VHS, sous le titre La Marque de Zorro. Il était proposé dans un coffret regroupant sa suite L'Ombre de Zorro et Les Trois épées de Zorro de 1963,.

## Autre version
En 1975 sort une version pornographique du film sous le titre La Marque de Zorro. Il est remonté et des scènes additionnelles avec l'actrice Monica Swinn sont ajoutées,.